# Замерец, Прасковья Александровна
Прасковья Александровна Замерец (род. 1936) — советский передовик производства в пищевой промышленности. Герой Социалистического Труда (1977).

## Биография
Родилась 28 декабря 1936 года в селе Столбово,  Алтайского края в рабочей семье.
Получила неполное среднее образование. В 1953 году переехав в Новосибирск, устроилась в одно из ведущих производителей хлебобулочных и кондитерских изделий в городе — Новосибирское хлебопекарное объединение «Восход», работала раздельщиком булочных изделий, затем — мастером-пекарем.
П. А. Замерец постоянно совершенствуя своё профессиональное мастерство, добивалась высоких результатов в труде, перевыполняла плановые задания, являлась председателем Совета наставников предприятия.
19 февраля 1974 года Указом Президиума Верховного Совета СССР «за отличие в труде» П. А. Замерец была награждена Орденом Ленина.
12 мая 1977 года Указом Президиума Верховного Совета СССР «за выдающиеся успехи в выполнении плана 1976 года» Прасковья Александровна Замерец была удостоена звания Героя Социалистического Труда с вручением Ордена Ленина и золотой медали «Серп и Молот».
С 1992 года — на пенсии. Живёт в Новосибирске.

## Награды
- Медаль «Серп и Молот» (14.05.1948)
- Орден Ленина (19.02.1974, 12.05.1977)
- Медаль «За трудовое отличие» (21.07.1966)
- Памятный знак «За труд на благо города» (Новосибирск, 2013)[2]